# Líder de la oposición oficial de Canadá
El líder de la Oposición Oficial (en inglés: leader of the Official Opposition; en francés: chef de l'Opposition officielle) conocido formalmente como líder de la Oposición Leal de Su Majestad es el político que dirige la Oposición Oficial al Gobierno de Canadá, naturalmente es el líder del partido que posee la mayor cantidad de escaños en la Cámara de los Comunes que no es el partido gobernante o parte de la coalición gobernante. El actual Líder de la Oposición es Pierre Poilievre, quien asumió como líder del Partido Conservador el 10 de septiembre de 2022.
Aunque el Líder de la Oposición debe ser un miembro de la Cámara de los Comunes, la oficina no debe confundirse con el Líder de la Oposición en la Cámara de los Comunes, que es el título formal del líder de la cámara de oposición. También hay un líder de la oposición en el Senado, que suele ser del mismo partido que el líder de la oposición en la Cámara de Representantes.
El Líder de la Oposición tiene derecho a los mismos niveles de pago y protección que un ministro del Gabinete. Él o ella tiene derecho a residir en la residencia oficial de Stornoway y ocupa el decimocuarto puesto en la Orden de Precedencia, después de los ministros del gabinete y antes de los vicegobernadores de las provincias. En el plan de asientos de la Cámara de los Comunes, el Líder de la Oposición se sienta directamente frente al Primer Ministro.

## Lista de líderes de la Oposición Oficial
Esta es una lista de los líderes canadienses de la oposición. El Líder de la Oposición suele ser el líder del partido que ocupa el segundo lugar en la Cámara de los Comunes de Canadá, conocida como la Oposición Leal de Su Majestad. Él o ella tiene derecho a los mismos niveles de pago y protección que un Ministro del Gabinete y, a menudo, se le hace miembro del Consejo Privado Canadiense, generalmente el único miembro no gubernamental de la Cámara de los Comunes que tiene ese privilegio.
Si el líder del partido de la oposición no es un miembro del Parlamento, entonces un diputado en funciones asume el papel de líder en funciones de la oposición hasta que el líder del partido pueda obtener un escaño. Si hay una carrera de liderazgo dentro del partido, un MP (generalmente el líder del partido interino o saliente) actuará como Líder de la Oposición hasta que se elija un nuevo líder del partido.
Andrew Scheer, líder del Partido Conservador, ha sido elegido actualmente por el grupo conservador el 27 de mayo de 2017.
Nueve de los funcionarios anteriores solo se desempeñaron como Líder en funciones de la Oposición, incluida Deborah Gray (la primera de las tres mujeres en ocupar el cargo: Gray, Nycole Turmel y Rona Ambrose).
Dos líderes de la oposición murieron en el cargo: Wilfrid Laurier en 1919 y Jack Layton en 2011.
     Partido Liberal de Canadá
     Partido Conservador de Canadá
     Bloc Québécois
     Partido Reformista de Canadá
     Nuevo Partido Democrático
| Líder | Líder                       | Líder                                | Partido                   | Inicio                   | Final                    | Primer ministro | Primer ministro             |
| ----- | --------------------------- | ------------------------------------ | ------------------------- | ------------------------ | ------------------------ | --------------- | --------------------------- |
| 1     |                             | Alexander MacKenzie                  | Liberal                   | Marzo de 1873            | 5 de noviembre de 1873   |                 | John A. Macdonald           |
| 2     |                             | John A. Macdonald                    | Conservador               | 6 de noviembre de 1873   | 16 de octubre de 1878    |                 | Alexander MacKenzie         |
| (1)   |                             | Alexander MacKenzie                  | Liberal                   | 17 de octubre de 1878    | 27 de abril de 1880      |                 | John A. Macdonald           |
| –     | vacante                     | vacante                              | Liberal                   | 28 de abril de 1880      | 3 de mayo de 1880        |                 | John A. Macdonald           |
| 3     |                             | Edward Blake                         | Liberal                   | 4 de mayo de 1880        | 2 de junio de 1887       |                 | John A. Macdonald           |
| –     | vacante                     | vacante                              | Liberal                   | 3 de junio de 1887       | 22 de junio de 1887      |                 | John A. Macdonald           |
| 4     |                             | Wilfrid Laurier                      | Liberal                   | 23 de junio de 1887      | 10 de julio de 1896      |                 | John A. Macdonald           |
| 4     | John Abbott                 | Wilfrid Laurier                      | Liberal                   | 23 de junio de 1887      | 10 de julio de 1896      |                 |                             |
| 4     | John Sparrow David Thompson | Wilfrid Laurier                      | Liberal                   | 23 de junio de 1887      | 10 de julio de 1896      |                 |                             |
| 4     | Mackenzie Bowell            | Wilfrid Laurier                      | Liberal                   | 23 de junio de 1887      | 10 de julio de 1896      |                 |                             |
| 4     | Charles Tupper              | Wilfrid Laurier                      | Liberal                   | 23 de junio de 1887      | 10 de julio de 1896      |                 |                             |
| 5     |                             | Charles Tupper                       | Conservador               | 11 de julio de 1896      | 5 de febrero de 1901     |                 | Wilfrid Laurier             |
| 6     |                             | Robert Borden                        | Conservador               | 6 de febrero de 1901     | 9 de octubre de 1911     |                 | Wilfrid Laurier             |
| (4)   |                             | Wilfrid Laurier                      | Liberal                   | 10 de octubre de 1911    | 17 de febrero de 1919    |                 | Robert Borden               |
| 7     |                             | Daniel Duncan McKenzie               | Liberal                   | 17 de febrero de 1919    | 7 de agosto de 1919      |                 | Robert Borden               |
| 8     |                             | William Lyon Mackenzie King          | Liberal                   | 7 de agosto de 1919      | 28 de diciembre de 1921  |                 | Robert Borden               |
| 8     | Arthur Meighen              | William Lyon Mackenzie King          | Liberal                   | 7 de agosto de 1919      | 28 de diciembre de 1921  |                 |                             |
| 9     |                             | Arthur Meighen                       | Conservador               | 29 de diciembre de 1921  | 28 de junio de 1926      |                 | William Lyon Mackenzie King |
| (8)   |                             | William Lyon Mackenzie King          | Liberal                   | 29 de junio de 1926      | 24 de septiembre de 1926 |                 | Arthur Meighen              |
| –     | vacante                     | vacante                              | Conservador               | 25 de septiembre de 1926 | 10 de octubre de 1926    |                 | William Lyon Mackenzie King |
| 10    |                             | Hugh Guthrie                         | Conservador               | 11 de octubre de 1926    | 11 de octubre de 1927    |                 | William Lyon Mackenzie King |
| 11    |                             | Richard Bedford Bennett              | Conservador               | 12 de octubre de 1927    | 6 de agosto de 1930      |                 | William Lyon Mackenzie King |
| (8)   |                             | William Lyon Mackenzie King 3rd time | Liberal                   | 7 de agosto de 1930      | 22 de octubre de 1935    |                 | R. B. Bennett               |
| (11)  |                             | Richard Bedford Bennett              | Conservador               | 23 de octubre de 1935    | 6 de julio de 1938       |                 | William Lyon Mackenzie King |
| 12    |                             | Robert Manion                        | Conservador               | 7 de julio de 1938       | 13 de mayo de 1940       |                 | William Lyon Mackenzie King |
| 13    |                             | Richard Hanson                       | Conservador               | 14 de mayo de 1940       | 1943                     |                 | William Lyon Mackenzie King |
| 14    |                             | Gordon Graydon                       | Conservador Progresista   | 1943                     | 10 de junio de 1945      |                 | William Lyon Mackenzie King |
| 15    |                             | John Bracken                         | Conservador Progresista   | 11 de junio de 1945      | 20 de julio de 1948      |                 | William Lyon Mackenzie King |
| –     | vacant                      | vacant                               | Conservador Progresista   | 21 de julio de 1948      | 1 de octubre de 1948     |                 | William Lyon Mackenzie King |
| 16    |                             | George A. Drew                       | Conservador Progresista   | 2 de octubre de 1948     | 1 de noviembre de 1954   |                 | William Lyon Mackenzie King |
| 16    | Louis St. Laurent           | George A. Drew                       | Conservador Progresista   | 2 de octubre de 1948     | 1 de noviembre de 1954   |                 |                             |
| 17    |                             | William Earl Rowe                    | Conservador Progresista   | 1 de noviembre de 1954   | 1 de febrero de 1955     |                 |                             |
| (16)  |                             | George A. Drew                       | Conservador Progresista   | 1 de febrero de 1955     | 1 de agosto de 1956      |                 |                             |
| (17)  |                             | William Earl Rowe                    | Conservador Progresista   | 1 de agosto de 1956      | 13 de diciembre de 1956  |                 |                             |
| 18    |                             | John George Diefenbaker              | Conservador Progresista   | 14 de diciembre de 1956  | 20 de junio de 1957      |                 |                             |
| 19    |                             | Louis St. Laurent                    | Liberal                   | 21 de junio de 1957      | 15 de enero de 1958      |                 | John Diefenbaker            |
| 20    |                             | Lester B. Pearson                    | Liberal                   | 16 de enero de 1958      | 21 de abril de 1963      |                 | John Diefenbaker            |
| (18)  |                             | John George Diefenbaker              | Conservador Progresista   | 22 de abril de 1963      | 8 de septiembre de 1967  |                 | Lester B. Pearson           |
| 21    |                             | Michael Starr                        | Conservador Progresista   | 9 de septiembre de 1967  | 5 de noviembre de 1967   |                 | Lester B. Pearson           |
| 22    |                             | Robert Stanfield                     | Conservador Progresista   | 6 de noviembre de 1967   | 21 de febrero de 1976    |                 | Lester B. Pearson           |
| 22    | Pierre Trudeau              | Robert Stanfield                     | Conservador Progresista   | 6 de noviembre de 1967   | 21 de febrero de 1976    |                 |                             |
| 23    |                             | Joe Clark                            | Conservador Progresista   | 22 de febrero de 1976    | 3 de junio de 1979       |                 |                             |
| 24    |                             | Pierre Elliott Trudeau               | Liberal                   | 4 de junio de 1979       | 2 de marzo de 1980       |                 | Joe Clark                   |
| (23)  |                             | Joe Clark                            | Conservador Progresista   | 3 de marzo de 1980       | 1 de febrero de 1983     |                 | Pierre Trudeau              |
| 25    |                             | Erik Nielsen                         | Conservador Progresista   | 2 de febrero de 1983     | 28 de agosto de 1983     |                 | Pierre Trudeau              |
| 26    |                             | Brian Mulroney                       | Conservador Progresista   | 29 de agosto de 1983     | 16 de septiembre de 1984 |                 | Pierre Trudeau              |
| 26    | John Turner                 | Brian Mulroney                       | Conservador Progresista   | 29 de agosto de 1983     | 16 de septiembre de 1984 |                 |                             |
| 27    |                             | John Turner                          | Liberal                   | 17 de septiembre de 1984 | 7 de febrero de 1990     |                 | Brian Mulroney              |
| 28    |                             | Herb Gray                            | Liberal                   | 8 de febrero de 1990     | 20 de diciembre de 1990  |                 | Brian Mulroney              |
| 29    |                             | Jean Chrétien                        | Liberal                   | 21 de diciembre de 1990  | 24 de octubre de 1993    |                 | Brian Mulroney              |
| 29    | Kim Campbell                | Jean Chrétien                        | Liberal                   | 21 de diciembre de 1990  | 24 de octubre de 1993    |                 |                             |
| 30    |                             | Lucien Bouchard                      | Bloc Québécois            | 25 de octubre de 1993    | 14 de enero de 1996      |                 | Jean Chrétien               |
| 31    |                             | Gilles Duceppe                       | Bloc Québécois            | 15 de enero de 1996      | 16 de febrero de 1996    |                 | Jean Chrétien               |
| 32    |                             | Michel Gauthier                      | Bloc Québécois            | 17 de febrero de 1996    | 14 de marzo de 1997      |                 | Jean Chrétien               |
| (31)  |                             | Gilles Duceppe                       | Bloc Québécois            | 15 de marzo de 1997      | 1 de junio de 1997       |                 | Jean Chrétien               |
| 33    |                             | Preston Manning                      | Reform                    | 2 de junio de 1997       | 26 de marzo de 2000      |                 | Jean Chrétien               |
| 34    |                             | Deborah Grey                         | Alianza Canadiense        | 27 de marzo de 2000      | 10 de septiembre de 2000 |                 | Jean Chrétien               |
| 35    |                             | Stockwell Day                        | Alianza Canadiense        | 11 de septiembre de 2000 | 11 de diciembre de 2001  |                 | Jean Chrétien               |
| 36    |                             | John Reynolds                        | Alianza Canadiense        | 12 de diciembre de 2001  | 20 de mayo de 2002       |                 | Jean Chrétien               |
| 37    |                             | Stephen Harper                       | Alianza Canadiense        | 21 de mayo de 2002       | 8 de enero de 2004       |                 | Jean Chrétien               |
| 37    | Paul Martin                 | Stephen Harper                       | Alianza Canadiense        | 21 de mayo de 2002       | 8 de enero de 2004       |                 |                             |
| 38    |                             | Grant Hill                           | Alianza Canadiense        | 9 de enero de 2004       | 1 de febrero de 2004     |                 |                             |
| (38)  | Conservador                 | Grant Hill                           | 2 de febrero de 2004      | 19 de marzo de 2004      |                          |                 |                             |
| (37)  |                             | Stephen Harper                       | Conservador               | 20 de marzo de 2004      | 5 de febrero de 2006     |                 |                             |
| 39    |                             | Bill Graham                          | Liberal                   | 6 de febrero de 2006     | 1 de diciembre de 2006   |                 | Stephen Harper              |
| 40    |                             | Stéphane Dion                        | Liberal                   | 2 de diciembre de 2006   | 9 de diciembre de 2008   |                 | Stephen Harper              |
| 41    |                             | Michael Ignatieff                    | Liberal                   | 10 de diciembre de 2008  | 1 de mayo de 2011        |                 | Stephen Harper              |
| 42    |                             | Jack Layton                          | Nuevo Partido Democrático | 2 de mayo de 2011        | 22 de agosto de 2011     |                 | Stephen Harper              |
| 43    |                             | Nycole Turmel                        | Nuevo Partido Democrático | 23 de agosto de 2011     | 23 de marzo de 2012      |                 | Stephen Harper              |
| 44    |                             | Thomas Mulcair                       | Nuevo Partido Democrático | 24 de marzo de 2012      | 4 de noviembre de 2015   |                 | Stephen Harper              |
| 45    |                             | Rona Ambrose                         | Conservador               | 5 de noviembre de 2015   | 27 de mayo de 2017       |                 | Justin Trudeau              |
| 46    |                             | Andrew Scheer                        | Conservador               | 27 de mayo de 2017       | 24 de agosto de 2020     |                 | Justin Trudeau              |
| 46    |                             | Erin O'Toole                         | Conservador               | 24 de agosto de 2020     | 2 de febrero de 2022     |                 | Justin Trudeau              |
| 46    |                             | Candice Bergen                       | Conservador               | 2 de febrero de 2022     | 10 de septiembre de 2022 |                 | Justin Trudeau              |
| 46    |                             | Pierre Poilievre                     | Conservador               | 10 de septiembre de 2022 | presente                 |                 | Justin Trudeau              |

## Líderes de la oposición en el Senado
| Nombre | Nombre                        | Partido                 | Inicio                   | Final                    |
| ------ | ----------------------------- | ----------------------- | ------------------------ | ------------------------ |
|        | Luc Letellier de St-Just      | Liberal                 | 1 de julio de 1867       | 5 de noviembre de 1873   |
|        | Alexander Campbell            | Conservador             | 7 de noviembre de 1873   | 8 de octubre de 1878     |
|        | Sir Richard William Scott     | Liberal                 | 8 de octubre de 1878     | 27 de abril de 1896      |
|        | Sir Mackenzie Bowell          | Conservador             | 27 de abril de 1896      | 1 de marzo de 1906       |
|        | Sir James Alexander Lougheed  | Conservador             | 1 de abril de 1906       | 6 de octubre de 1911     |
|        | Sir Richard John Cartwright   | Liberal                 | 6 de octubre de 1911     | 24 de septiembre de 1912 |
|        | Sir George William Ross       | Liberal                 | 24 de septiembre de 1912 | 7 de marzo de 1914       |
|        | Hewitt Bostock                | Liberal                 | 19 de marzo de 1914      | 1 de enero de 1919       |
|        | Raoul Dandurand               | Liberal                 | 1 de enero de 1919       | 31 de diciembre de 1919  |
|        | Hewitt Bostock                | Liberal                 | 1 de enero de 1920       | 28 de diciembre de 1921  |
|        | Sir James Alexander Lougheed  | Conservador             | 28 de diciembre de 1921  | 2 de noviembre de 1925   |
|        | William Benjamin Ross         | Conservador             | 1 de enero de 1926       | 28 de junio de 1926      |
|        | Raoul Dandurand               | Liberal                 | 29 de junio de 1926      | 31 de diciembre de 1926  |
|        | William Benjamin Ross         | Conservador             | 31 de diciembre de 1926  | 10 de enero de 1929      |
|        | Wellington Bartley Willoughby | Conservador             | 11 de enero de 1929      | 7 de agosto de 1930      |
|        | Raoul Dandurand               | Liberal                 | 7 de agosto de 1930      | 22 de octubre de 1935    |
|        | Arthur Meighen                | Conservador             | 22 de octubre de 1935    | 16 de enero de 1942      |
|        | Charles Colquhoun Ballantyne  | Conservador             | 16 de enero de 1942      | 10 de diciembre de 1942  |
|        | Charles Colquhoun Ballantyne  | Conservador Progresista | 11 de diciembre de 1942  | 11 de septiembre de 1945 |
|        | John Thomas Haig              | Conservador Progresista | 12 de septiembre de 1945 | 20 de junio de 1957      |
|        | William Ross Macdonald        | Liberal                 | 20 de junio de 1957      | 21 de abril de 1963      |
|        | Alfred Johnson Brooks         | Conservador Progresista | 22 de abril de 1963      | 31 de octubre de 1967    |
|        | Jacques Flynn                 | Conservador Progresista | 31 de octubre de 1967    | 3 de junio de 1979       |
|        | Ray Perrault                  | Liberal                 | 3 de junio de 1979       | 2 de marzo de 1980       |
|        | Jacques Flynn                 | Conservador Progresista | 3 de marzo de 1980       | 16 de septiembre de 1984 |
|        | Royce Herbert Frith           | Liberal                 | 30 de noviembre de 1991  | 25 de octubre de 1993    |
|        | John Lynch-Staunton           | Conservador Progresista | 25 de octubre de 1993    | 1 de febrero de 2004     |
|        | John Lynch-Staunton           | Conservador             | 2 de febrero de 2004     | 30 de septiembre de 2004 |
|        | Noël A. Kinsella              | Conservador             | 1 de octubre de 2004     | 7 de febrero de 2006     |
|        | Dan Hays                      | Liberal                 | 8 de febrero de 2006     | 18 de enero de 2007      |
|        | Céline Hervieux-Payette       | Liberal                 | 18 de enero de 2007      | 3 de noviembre de 2008   |
|        | Jim Cowan                     | Liberal                 | 3 de noviembre de 2008   | 5 de noviembre de 2015   |
|        | Claude Carignan               | Conservador             | 5 de noviembre de 2015   | 31 de marzo de 2017      |
|        | Larry Smith                   | Conservador             | 1 de abril de 2017       | 5 de noviembre de 2019   |
|        | Don Plett                     | Conservador             | 5 de noviembre de 2019   | Actualidad               |

## Líderes de la oposición de la Cámara Baja
| #                         | Nombre               | Partido                   | Inicio                   | Final                    | Líder del Partido                       |
| ------------------------- | -------------------- | ------------------------- | ------------------------ | ------------------------ | --------------------------------------- |
|                           | Lionel Chevrier      | Liberal                   | 14 de octubre de 1957    | 5 de febrero de 1963     | Louis St. Laurent                       |
| Lester B. Pearson         | Lionel Chevrier      | Liberal                   | 14 de octubre de 1957    | 5 de febrero de 1963     |                                         |
|                           | Gordon Churchill     | Conservador Progresista   | 16 de mayo de 1963       | 21 de abril de 1965      | John Diefenbaker                        |
|                           | Michael Starr        | Conservador Progresista   | 22 de abril de 1965      | 23 de abril de 1968      | John Diefenbaker                        |
| Robert Stanfield          | Michael Starr        | Conservador Progresista   | 22 de abril de 1965      | 23 de abril de 1968      |                                         |
|                           | Ged Baldwin          | Conservador Progresista   | 27 de julio de 1968      | 20 de septiembre de 1973 |                                         |
|                           | Thomas Bell          | Conservador Progresista   | 21 de septiembre de 1973 | 9 de mayo de 1974        |                                         |
|                           | Ged Baldwin          | Conservador Progresista   | 14 de agosto de 1974     | 24 de febrero de 1976    |                                         |
| Joe Clark                 | Ged Baldwin          | Conservador Progresista   | 14 de agosto de 1974     | 24 de febrero de 1976    |                                         |
|                           | Walter Baker         | Conservador Progresista   | 25 de febrero de 1976    | 26 de marzo de 1979      |                                         |
|                           | Walter Baker         | Conservador Progresista   | 14 de abril de 1980      | 8 de septiembre de 1981  | Joe Clark                               |
|                           | Erik Nielsen         | Conservador Progresista   | 9 de septiembre de 1981  | 8 de febrero de 1983     | Joe Clark                               |
|                           | Doug Lewis           | Conservador Progresista   | 10 de febrero de 1983    | 6 de septiembre de 1983  | Erik Nielsen (interino)                 |
|                           | Erik Nielsen         | Conservador Progresista   | 7 de septiembre de 1983  | 5 de abril de 1984       | Brian Mulroney                          |
|                           | Ray Hnatyshyn        | Conservador Progresista   | 6 de abril de 1984       | 9 de julio de 1984       | Brian Mulroney                          |
|                           | Herb Gray            | Liberal                   | 18 de septiembre de 1984 | 7 de febrero de 1990     | John Turner                             |
|                           | Jean-Robert Gauthier | Liberal                   | 7 de febrero de 1990     | 29 de enero de 1991      | Herb Gray (interino)                    |
|                           | David Dingwall       | Liberal                   | 30 de enero de 1991      | 8 de mayo de 1993        | Jean Chrétien                           |
|                           | Michel Gauthier      | Bloc Québécois            | 10 de noviembre de 1993  | 17 de febrero de 1996    | Lucien Bouchard                         |
| Gilles Duceppe (interino) | Michel Gauthier      | Bloc Québécois            | 10 de noviembre de 1993  | 17 de febrero de 1996    |                                         |
|                           | Gilles Duceppe       | Bloc Québécois            | 17 de febrero de 1996    | 15 de marzo de 1997      | Michel Gauthier                         |
|                           | Suzanne Tremblay     | Bloc Québécois            | 17 de marzo de 1997      | 25 de abril de 1997      | Gilles Duceppe                          |
|                           | Randy White          | Reformista                | 20 de junio de 1997      | 30 de enero de 2000      | Preston Manning                         |
|                           | Chuck Strahl         | Reformista                | 31 de enero de 2000      | 24 de abril de 2001      | Preston Manning                         |
| Alianza Canadiense        | Chuck Strahl         | Deborah Grey (interino)   | 31 de enero de 2000      | 24 de abril de 2001      |                                         |
| Alianza Canadiense        | Chuck Strahl         | Stockwell Day             | 31 de enero de 2000      | 24 de abril de 2001      |                                         |
|                           | John Reynolds        | Alianza Canadiense        | 24 de abril de 2001      | 17 de diciembre de 2001  |                                         |
|                           | Randy White          | Alianza Canadiense        | 18 de diciembre de 2001  | 3 de abril de 2002       | John Reynolds (interino)                |
|                           | John Reynolds        | Alianza Canadiense        | 4 de abril de 2002       | 22 de diciembre de 2003  | John Reynolds (interino)                |
| Stephen Harper            | John Reynolds        | Alianza Canadiense        | 4 de abril de 2002       | 22 de diciembre de 2003  |                                         |
|                           | Loyola Hearn         | Conservador               | 8 de enero de 2004       | 21 de marzo de 2004      | Grant Hill (interino)                   |
|                           | John Reynolds        | Conservador               | 22 de marzo de 2004      | 27 de enero de 2005      | Stephen Harper                          |
|                           | Jay Hill             | Conservador               | 28 de enero de 2005      | 5 de febrero de 2006     | Stephen Harper                          |
|                           | Ralph Goodale        | Liberal                   | 10 de febrero de 2006    | 6 de septiembre de 2010  | Bill Graham                             |
| Stéphane Dion             | Ralph Goodale        | Liberal                   | 10 de febrero de 2006    | 6 de septiembre de 2010  |                                         |
| Michael Ignatieff         | Ralph Goodale        | Liberal                   | 10 de febrero de 2006    | 6 de septiembre de 2010  |                                         |
|                           | David McGuinty       | Liberal                   | 7 de septiembre de 2010  | 26 de marzo de 2011      |                                         |
|                           | Thomas Mulcair       | Nuevo Partido Democrático | 26 de mayo de 2011       | 12 de octubre de 2011    | Jack Layton                             |
| Nycole Turmel (interino)  | Thomas Mulcair       | Nuevo Partido Democrático | 26 de mayo de 2011       | 12 de octubre de 2011    |                                         |
|                           | Joe Comartin         | Nuevo Partido Democrático | 13 de octubre de 2011    | 19 de abril de 2012      |                                         |
| Thomas Mulcair            | Joe Comartin         | Nuevo Partido Democrático | 13 de octubre de 2011    | 19 de abril de 2012      |                                         |
|                           | Nathan Cullen        | Nuevo Partido Democrático | 20 de abril de 2012      | 20 de marzo de 2014      |                                         |
|                           | Peter Julian         | Nuevo Partido Democrático | 24 de marzo de 2014      | 20 de octubre de 2015    |                                         |
|                           | Andrew Scheer        | Conservador               | 18 de noviembre de 2015  | 13 de septiembre de 2016 | Rona Ambrose                            |
|                           | Candice Bergen       | Conservador               | 15 de septiembre de 2016 | 2 de septiembre de 2020  | Rona Ambrose Andrew Scheer Erin O'Toole |
|                           | Gérard Deltell       | Conservador               | 2 de septiembre de 2020  | 4 de febrero de 2022     | Erin O'Toole                            |
|                           | John Brassard        | Conservador               | 5 de febrero de 2022     | 10 de septiembre de 2022 | Candice Bergen (Interina)               |
|                           | Andrew Scheer        | Conservador               | 10 de septiembre de 2022 | Incumbente               | Pierre Poilievre                        |